# Helen Morgan (modella)
 (Barry, 1952) è una modella gallese, vincitrice del concorso di bellezza Miss Mondo 1974, titolo a cui dovette rinunciare quattro giorni dopo, in quanto si scoprì che aveva un figlio di diciotto mesi.

## Biografia
Il titolo di Miss Mondo passò alla seconda classificata, la sudafricana Anneline Kriel, ma la Morgan riuscì comunque a farsi una carriera come modella e attrice. Negli anni ottanta la Morgan si sposò e si trasferì a Surrey, dove diede alla luce altri due bambini Poppy e Ben.
Nel 2004, Helen ha accettato di fare da giudice al concorso Miss Galles, quell'anno tenuto a Swansea,